# Перегу
Перегу́ (фр. Peyregoux, окс. Peiregós) — коммуна во Франции, находится в регионе Юг — Пиренеи. Департамент — Тарн. Входит в состав кантона Плен-де-л’Агу. Округ коммуны — Кастр.
Код INSEE коммуны — 81207.

## География
Коммуна расположена приблизительно в 580 км к югу от Парижа, в 65 км восточнее Тулузы, в 26 км к югу от Альби.
На юге коммуны протекает река Пулобр (фр. Poulobre).

## Климат
Климат умеренно-океанический. Зима мягкая и дождливая, лето жаркое с частыми грозами. Ветры довольно редки.

## Население
Население коммуны на 2010 год составляло 94 человека.
| 1962 | 1968 | 1975 | 1982 | 1990 | 1999 | 2010 |
| ---- | ---- | ---- | ---- | ---- | ---- | ---- |
| 97   | 91   | 90   | 87   | 73   | 81   | 94   |

## Администрация
| Период | Период | Фамилия        | Партия | Примечания |
| ------ | ------ | -------------- | ------ | ---------- |
| 2001   | 2008   | Ив Коссье      |        |            |
| 2008   | 2020   | Кристиан Мазар |        |            |

## Экономика
В 2007 году среди 68 человек в трудоспособном возрасте (15—64 лет) 39 были экономически активными, 29 — неактивными (показатель активности — 57,4 %, в 1999 году было 66,7 %). Из 39 активных работали 36 человек (22 мужчины и 14 женщин), безработных было 3 (1 мужчина и 2 женщины). Среди 29 неактивных 25 человек были учениками или студентами, 2 — пенсионерами, 2 были неактивными по другим причинам.

## Достопримечательности
- Приходская церковь Св. Петра (XII век). Исторический памятник с 2008 года.[4]